# Дивљач у Србији
Дивљач у Србији је веома разноврсна и цењена у целој Европи. У дивљач спадају све животиње које се лове због укусног меса. Дивљач такође служи и за одстрел у спортском лову. У Србији постоји велики број врста дивљачи које су распрострањене у брдским и равничарским крајевима. Дивљач можемо поделити на крупну и ситну. У крупну углавном спадају папкари и звери, док у ситну зечеви, глодари, птице. Крупна дивљач је у Србији најзаступљенија на подручју Војводине због добро одржаваних ловишта као и богатог равничарског предела.
Дивљач се у животињском свету дели на две класе, на сисаре и птице.

## Сисари
Једна од основних карактеристика сисара је тело, које је најчешће прекривено длаком. Сисари, који насељавају наше просторе, два пута годишње, у пролеће и јесен, лињају се, односно мењају длаку. По доласку на свет, млади се хране млеком, које женке луче из млечних жлезда. Код једног броја (папкари, зечеви), млади прогледају чим дођу на свет и у стању су да за кратко време прате родитеље, док су код другог броја млади беспомоћни и слепи, прогледају после извесног времена, а скровиште напуштају када ојачају (звери, глодари).
Сисари се хране храном биљног и животињског порекла, коју помоћу зубног апарата узимају и припремају је за варење.
Сисари се деле на: папкаре, звери, зечеве, глодаре.

### Папкари
Папкари спадају у сисаре, а на подручју Србије живе: јелен, јелен лопатар, срна, дивља свиња, дивокоза и муфлон.

#### Јелен
Јелен (Cervus elaphus L.) је аутохтона врста у Србији, што значи да је природно распрострањена у екосистемима на њеној територији, и оправдано се може сврстати међу биолошки и економски вредније врсте крупне дивљачи, заједно са срном, дивљом свињом и дивокозом.
Јелен је складна животиња, витких мускулозних ногу, издужене главе, са стране спљоштеног врата. Реп је закржљао, дужине 25 cm. Длака је лети жуто-црвенкаста са светлом бојом на трбуху и при репу, а зими је загаситосмеђа. Најбоље развијена чула код јелена су чуло њуха, затим слуха и укуса, за разлику од чула вида које је најслабије развијено.
Мужјаци полну зрелост достижу са две године, али у парењу највише учествују са 5-6 година старости. Женке зрелост достижу у другој до треће године. Јелени се паре од почетка септембра до половине октобра месеца, а уколико су ноћи хладне и време кишовито, парење почиње већ половином августа. Карактеристична је рика јелена која је веома продорна, а траје 5-6 недеља. 
Јелен је искључиво биљојед-преживар па су и врста и узимање хране прилагођене томе.
Јеленска дивљач је изразита дивљач крда, са изузетком одраслих кошута у периоду тељења, као и мужјака у периоду парења. Крда женки и мужјака су одвојена, мада је честа појава присуства једногодишњих мужјака у крдима кошута.
Трофеј јелена је роговље, као и тубасти очњаци (грандле).

#### Јелен лопатар
Јелен лопатар је је мањи од јелена ритског, тежине је 50-70 ретко и до 100 kg. Изнад средњака, роговље се шири у лопате, по чему је добио име. Боје су светлосмеђе са белим пегама по телу, а понекад је и црне или потпуно беле боје.
Парење почиње у октобру, месец дана после почетка парења јелена европског. За време парења, на рикалиштима се окупи више мужјака и у међусобним борбама може доћи до оштећења роговља појединих грла. Каљужање је за јелене животна потреба, а посебно је изражено у време летњих месеци, када су високе температуре.

#### Срна
Срна је најбројнија и најраспрострањенија крупна дивљач Европе. Код нас је заступљена у Војводини и Централној Србији.
Срна је складна и витка животиња, висине до 75 cm, тежине 15–30 kg. Длака је лети пламено-црвенкаста, а зими мрко сива, дужа и гушћа. Главна разлика између мужјака и женке је роговље, које носе мужјаци. Такође, код мужјака је присутна бела површина испод закржљалог репа у облику елипсе, док је код женке она облика обрнутог срца.
Женке полну зрелост достижу у другој години, а мужјаци у трећој. Срна се лети пари од половине јула до половине августа, а ако није парена или оплођена пари се од октобра до новембра. Ембриотенија је појава мировања заметка у материци код животиња које су се париле у летњем периоду. Заметак се у почетку развија, након тога мирује до јесени када наставља даљи развој. На тај начин се срне парене у лето и јесен лане у исто време — у мају.
Срне су искључиви биљоједи — преживари. Главна храна су им траве и зељасте биљке. Врло је пробирљива и узима само најсвежије делове биљке, врхове лишћа и пупољке.
Срна је територијална врста, која живи у матријархалним фамилијама (женка овогодишња и прошлогодишња ланад). Мужјаци живе сами. Зими се групишу у већа крда од неколико десетина јединки оба пола.

#### Дивља свиња
Дивља свиња има релативно кратко тело са изразитом висином у гребену и стрмим падом према сапима. Глава је са изразитом дугом њушком која се завршава покретном рилом. Боја длаке варира од светло жућкасте до тамномрке. Одрасли мужјаци се од женки разликују по видљивим „секачима”, очњацима доње вилице, које као и „брусаче”, затупасте очњаке горње вилице, има и крмача, али су они много мањи. Тежина превасходно зависи од услова исхране, или и од предела који дивља свиња насељава. У равничарским пределима, уз оптималну исхрану, тежина је и до 200 kg, док у планинским ретко прелази 120 kg
Парење дивљих свиња траје од септембра до фебруара. При парењу се образују крда од неколико крмача (3—5), коме се придружује вепар самац и остаје ту до завршетка парења — букарења. Гравидност крмача траје око 16 недеља (115—120 дана). На свет доносе најчешће 3-5 прасади, мада има случајева и са 8 до 10. 
Дивља свиња је ноћна животиња. У слободној природи живи у већим или мањим крдима, изузев старијих вепрова који живе појединачно, а крду се прикључују у време парења. Женке такође живе у крду, али га напуштају пред парење.
Дивља свиња је сваштојед, узима храну биљног и животињског порекла. Од хране биљног порекла једе шумске плодове, кртоле, корење као и зелене делове биљке. Од хране животињског порекла једе пужеве, шкољке, јаја шумских кока, па и лешеве угинулих животиња.
Трофеј дивљег вепра представљају зуби, очњаци — кљове.

#### Дивокоза
Дивокозе карактеришу прави рогови — туљаци, које се не одбацују, већ расту током целог живота. Рогове носе и женка и мужјак, с тим што су код женке нешто мање развијени и на врху мање повијени. Висина тела је око 80 cm, тежина одраслих грла је између 20–50 kg, мада јарац може тежити и до 40 kg. Летња длака је светлосмеђа, а зимска тамномрка, дужа и назива се осје. Папци су црни, грађени од еластичне рожне масе црне боје. Дивокоза је углавном дневна животиња, веома развијених чула њуха и вида. Живи у крдима, а предводник крда је стара дивокоза. Старији јарци живе усамљено, а крду се прикључује у време парења.
Дивокозе достижу полну зрелост у другој, а дивојарац у четвртој години. Парење почиње крајем октобра, и траје до половине децембра. Бременитост траје 21 недељу, а женка ојари најчешће једно, а ређе два јарета. 
Дивокоза није пробирљива животиња, храни се претежно пашом, планинском храном, пупољцима, лишћем, а зими се оријентише на брст лишајева и маховина.

### Звери
Звери спадају у сисаре, а на подручју Србије живе:
- вук
- лисица
- шакал
- ракунопас
- дивља мачка
- Рис
- куна
- твор
- ласица
- хермелин
- јазавац
- видра
- мрки медвед

#### Вук
Вук је широко распрострањен на просторима Србије. Присутан је у свим брдско-планинским подручјима. Вук је најкрупнији дивљи представник фамилије и рода паса. По својој спољашњости, подсећа на немачког овчара. Међутим у грађи тела постоје многе разлике. Прво, лобања вука, нешто је шира и крупнија, са краћим и широко постављеним ушима, на коју се наставља веома мишићав врат и снажно тело са широким грудним кошем. Ноге су му дугачке, снажне и завршавају крупним шапама. Реп је дужине пола метра равномерно одлакан. Тело вука је прекривено густом длаком, чија боја варира у зависности од доба године и географске распрострањености. Углавном су заступљени црвено-риђи, сиви, жуто-сиви и мрки тонови. Одрастао примерак достиже висину (у гребену) између 80 и 85 cm, достиже тежину од 25 до 50 kg.
Вук је изразити месождер, плен му је најчешће крупни папкар. Међутим, на његовом јеловнику се могу наћи: лисице, зечеви, ситни глодари, гуштери, жабе, чак и пужеви, као допунска храна. При избору плена, најчешће се опредељује за онај до кога лакше долази. Стога je његов плен углавном рањене и болесне јединке, тако да представља позитиван фактор природне селекције. У недостатку хране из сопственог окружења, плен му постају домаће животиње, те је због тога омрзнут у многим нашим крајевима посебно у оним у којима је несмотреним утицајем човека поремећен природни однос предатор — плен.
Вук је територијална животиња, живи у чопору са израженом хијерархијом и организованим социјалним животом. Дању се скрива и одмара у неком густишу, а напушта га током ноћи, када креће у потрагу за храном.
Парење почиње у децембру месецу и траје до фебруара. После 62-64 дана, у периоду март-април вучица окоти 4-6 младих. Млади су тамномрке боје, несразмерно велике главе и у прве две недеље су слепи.

### Зечеви
Зечеви спадају у сисаре, а на нашим просторима заступљен је зец.

#### Зец
Зец је најраспрострањенија врста дивљачи. Код нас су највише популације у равничарским пределима, у Панонској низији и долинама великих река. У грађи зеца доминирају: издужено тело, дуге уши и дуге задње ноге, прилагођене за бежање. Са сивкасто-зелено-жутом бојом длаке која варира у односу на околину, зец има способност прилагођавања околини (мимикрија) која га штити од непријатеља. Просечна телесна тежина је 3,5–4 kg. Зец је животиња са претежно ноћном активношћу, слабог је вида, али зато одличног слуха. Зец је искључиво биљојед. Највише воли легуминозе и повртарске културе, док зими глође кору младих воћка и шумских засада. Воду узима директно преко биљака, а може и директно.
Период парења најчешће почиње у јануару, мада може и нешто раније и траје нешто више од девет месеци. Гравидност траје 40-42 дана и у једном леглу окоти 1-4 ређе више зечића. Зечица се коти 4-5 пута годишње и за то време окоти 7-11 младих. У мају и у јуну окоти су најбројнији.

### Глодари
Глодари спадају у сисаре, а на подручју Србије живе:
- обични пух
- нутрија

## Птице
Главне карактеристике представника класе птица су: тело прекривено перјем, постојање крила (предњи удови) која им омогућавају летење, млади на свет долазе пиљењем (лежењем) из јаја, недостатак зубног апарата, који је замењен кљуном, помоћу кога птице узимају храну. Такође, птице имају добро развијено чуло вида (посебно грабљивице) и чуло слуха.
Према месту боравка, према птицама је извршена подела на станарице и селице. Станарице су све птице које стално, током читаве године живе на нашим просторима. Евентуалне, краће миграције условљене су потрагом за храном. Птице селице су све птице које код нас бораве у одређеном делу године. У зависности од тога у којем делу године бораве, селице се могу поделити на:
- Гнездарице — Селице гнездарице у наше крајеве стижу почетком пролећа, гнезде се, изводе младе и почетком јесени се селе у јужне крајеве.
- Зимске госте — Селице зимски гости у нашим крајеви бораве током зиме да би се потом вратиле у северне крајеве.
- Селице пролазнице — Селице пролазнице, на селидбеном путу само пролазе кроз наше крајеве, а задржавају се ради одмора и узимања хране.

Птице се деле на:
- коке
- гушчарице
- голубови
- грабљивице
- сове
- певачице
- шљукарице и ждралови

### Коке
Коке спадају у птице, а на подручју Србије живе:
- велики и мали тетреб
- лештарка
- фазан
- пољска јаребица и камењарка
- препелица

### Гушчарице
Гушчарице спадају у птице, а на подручју Србије живе:
- дивља гуска
- дивља гуска лисаста
- дивља гуска глоговњача
- дивља патка глувара
- дивља патка кржуља (крџа)
- дивља патка риђоглава

### Голубови
Голубови спадају у птице, а на подручју Србије живе:
- дивљи голуб гривнаш
- дивљи голуб пећинар
- дивљи голуб дупљаш
- грлица
- гугутка

### Грабљивице
Грабљивице спадају у птице, а на подручју Србије живе:
- сури орао
- белоглави суп
- орао белорепан
- јастреб кокошар
- орао мишар
- сиви соко

### Сове
Сове спадају у птице, а на подручју Србије живе:
- велика ушара
- кукувија
- ћук
- шумска сова
- утина
- ритска сова

### Певачице
Певачице спадају у птице, а на подручју Србије живе:
- сврака
- сива врана
- гачац (пољска врана)
- гавран
- креја

### Шљукарице и ждралови
Шљукарице и ждралови спадају у птице, а на подручју Србије живе:
- шумска шљука
- велика дропља